# Private Dancer
Private Dancer ist das 1984 erschienene fünfte Studioalbum der US-amerikanischen Sängerin Tina Turner. Die erfolgreichsten Auskopplungen sind der gleichnamige Titelsong und What’s Love Got to Do with It, Turners erster Nummer-eins-Hit als Solokünstlerin. Das Album verkaufte sich über 20 Millionen Mal und gehört zu den weltweit meistverkauften Alben. Es wurde zudem mit vier Grammys ausgezeichnet. 

## Entstehung und Veröffentlichung
Das Album besteht teils aus Neukompositionen, teils aus Coverversionen; am Songwriting-Prozess beteiligte sich Turner nicht. Musikalisch ist das Album ein Mix aus Contemporary-R&B-, New-Wave-, Pop- und Rockelementen. Dies stellt eine Abkehr von den früheren Soul-Veröffentlichungen mit ihrem Exmann Ike Turner dar.
Private Dancer wurde am 29. Mai 1984 bei Capitol Records veröffentlicht. Das Album erschien in seiner Originalausführung als LP mit zehn Titeln unter der Katalognummer 064-240152 1. Am 24. Februar 1997 wurde eine sogenannte Centenary Edition als CD mit sieben Bonustiteln herausgegeben, darunter vier neue Lieder sowie drei Extended Versions.

## Titelliste
1. I Might Have Been Queen (Jeanette Obstoj, Rupert Hine, Jamie West-Oram) – 4:10
2. What’s Love Got to Do with It (Terry Britten, Graham Lyle) – 3:49
3. Show Some Respect (Terry Britten, Sue Shifrin) – 3:18
4. I Can’t Stand the Rain (Ann Peebles, Don Bryant, Bernard Miller) – 3:41 (Originalinterpret: Ann Peebles)
5. Private Dancer (Mark Knopfler) – 7:11
6. Let’s Stay Together (Willie Mitchell, Al Green, Al Jackson, Jr.) – 5:16 (Originalinterpret: Al Green)
7. Better Be Good to Me (Holly Knight, Nicky Chinn, Mike Chapman) – 5:10 (Originalinterpret: Spider)
8. Steel Claw (Paul Brady) – 3:48 (Originalinterpret: Paul Brady)
9. Help! (John Lennon, Paul McCartney) – 4:30 (Originalinterpret: The Beatles)
10. 1984 (David Bowie) – 3:09 (Originalinterpret: David Bowie)

Bonustitel (1997)
1. I Wrote a Letter (Inga Rumpf) – 3:24
2. Rock ‘n Roll Widow (Tom Snow) – 4:45
3. Don’t Rush the Good Things (Neil Gammack) – 3:46
4. When I Was Young (Eric Burdon, Victor Briggs, John Weider, Danny McCulloch)

## Singleauskopplungen
Let’s Stay Together entstand in Zusammenarbeit mit Heaven 17, wurde bereits 1983 als Single veröffentlicht und erreichte u. a. in Großbritannien Platz sechs und in den Niederlanden Platz vier der Single-Charts. Einige Monate später wurde die Single auch erfolgreich in den USA veröffentlicht. Es war Turners erster Hit nach ihrer Trennung von Ike. Das Lied wurde von Al Green geschrieben und war ursprünglich 1972 auf Al Greens gleichnamigem Album erschienen. Der Erfolg, den Turner mit ihrer Version hatte, trug maßgeblich dazu bei, dass das Album Private Dancer produziert wurde.
Better Be Good to Me erschien als erste Singleauskopplung des Albums. Die Singleversion erreichte Platz fünf der Billboard 100 in den USA. Das Lied erhielt einen Grammy in der Kategorie „Best Female Rock Vocal Performance“.
What’s Love Got to Do with It wurde als zweite Single ausgekoppelt. Es erreichte in den USA und Australien die Spitzenplätze der Single-Charts. Es war Turners erster Nr.-1-Hit als Solokünstlerin. Der Titel diente später auch als Titel für den gleichnamigen Film über Turners Jahre mit Ike und die Trennung von ihm.
Private Dancer wurde 1984 als Single veröffentlicht. Das Lied war von Mark Knopfler für seine Band Dire Straits geschrieben worden und sollte eigentlich auf deren Album Love Over Gold (1982) erscheinen. Knopfler war allerdings der Meinung, dass nur eine Frau dieses Lied singen könne. Private Dancer wird auch heute noch oft im Radio gespielt, fand in vielen Filmen und Fernsehproduktionen als Hintergrundsong Verwendung und erfreut sich eines enormen Bekanntheitsgrades.
I Can’t Stand the Rain wurde 1985 als Single ausgekoppelt. Das Lied wurde von Ann Peebles, Don Bryant und Bernard Miller geschrieben und war bereits 1973 von Peebles veröffentlicht worden. Seitdem wurde es von mehreren Künstlern gecovert. Turners Version erreichte u. a. in Großbritannien Platz 57, in Deutschland Platz neun und in Frankreich Platz zwei der Single-Charts.
Des Weiteren wurden noch Show Some Respect und in Großbritannien Help als Singles veröffentlicht.
Singles in den Charts

| Jahr | Titel                         | Höchstplatzierung, Gesamtwochen/‑monate, AuszeichnungChartplatzierungen (Jahr, Titel, , Platzierungen, Wochen/Monate, Auszeichnungen, Anmerkungen) | Höchstplatzierung, Gesamtwochen/‑monate, AuszeichnungChartplatzierungen (Jahr, Titel, , Platzierungen, Wochen/Monate, Auszeichnungen, Anmerkungen) | Höchstplatzierung, Gesamtwochen/‑monate, AuszeichnungChartplatzierungen (Jahr, Titel, , Platzierungen, Wochen/Monate, Auszeichnungen, Anmerkungen) | Höchstplatzierung, Gesamtwochen/‑monate, AuszeichnungChartplatzierungen (Jahr, Titel, , Platzierungen, Wochen/Monate, Auszeichnungen, Anmerkungen) | Höchstplatzierung, Gesamtwochen/‑monate, AuszeichnungChartplatzierungen (Jahr, Titel, , Platzierungen, Wochen/Monate, Auszeichnungen, Anmerkungen) | Anmerkungen                                                                           |
| Jahr | Titel                         | DE | AT | CH | UK | US | Anmerkungen                                                                           |
| ---- | ----------------------------- | --- | --- | --- | --- | --- | ------------------------------------------------------------------------------------- |
| 1983 | Let’s Stay Together           | DE18 (15 Wo.)DE | — | CH28 (1 Wo.)CH | UK6 Silber · (13 Wo.)UK | US26 (15 Wo.)US | Erstveröffentlichung: 7. November 1983 Verkäufe: + 200.000; Backing Vocals: Heaven 17 |
| 1984 | Help!                         | — | — | — | UK40 (6 Wo.)UK | — | Erstveröffentlichung: 25. Februar 1984                                                |
| 1984 | What’s Love Got to Do with It | DE7 (23 Wo.)DE | AT4 (3 Mt.)AT | CH8 (18 Wo.)CH | UK3 Platin · (18 Wo.)UK | US1 Gold · (28 Wo.)US | Erstveröffentlichung: 1. Mai 1984 Verkäufe: + 1.805.000                               |
| 1984 | Better Be Good to Me          | DE52 (5 Wo.)DE | — | — | UK45 (5 Wo.)UK | US5 (21 Wo.)US | Erstveröffentlichung: 3. September 1984                                               |
| 1984 | Private Dancer                | DE20 (14 Wo.)DE | — | — | UK26 Silber · (9 Wo.)UK | US7 (18 Wo.)US | Erstveröffentlichung: 28. Oktober 1984 Verkäufe: + 200.000                            |
| 1985 | I Can’t Stand the Rain        | DE9 (14 Wo.)DE | AT6 (3 Mt.)AT | CH15 (10 Wo.)CH | UK57 (3 Wo.)UK | — | Erstveröffentlichung: 1. März 1985                                                    |
| 1985 | Show Some Respect             | — | — | — | — | US37 (10 Wo.)US | Erstveröffentlichung: 4. Mai 1985                                                     |

## Private Dancer Tour
Die Private Dancer Tour war die erste Solotournee der Sängerin und umfasste insgesamt 176 Konzerte, die sie nach Europa, Nordamerika, Australien und Asien führte. Die fast einjährige Tour begann am 8. Februar 1985, fast ein Dreivierteljahr nach dem das Album auf den Markt gekommen war, mit einem Auftritt in Zürich in der Schweiz. Das letzte Konzert der Tour fand am 28. Dezember in Tokio in Japan statt. Die Tour brachte Gesamteinnahmen von mehr als sieben Millionen US-Dollar ein. 
Turner bekam Unterstützung von James Ralston (Gitarre), Jamie West-Oram (Gitarre), Bob Feit (Bass), Jack Bruno (Schlagzeug), Timmy Cappello (Perkussion, Keyboard, Saxophon) und Kenny Moore (Piano). Außerdem als Gast dabei waren David Bowie, der bei dem Konzert am 23. März 1985 im englischen  Birmingham mit ihr die Lieder Tonight und Let’s Dance darbot, sowie der kanadische Rocksänger Bryan Adams, mit dem sie am darauffolgenden Tag am selben Veranstaltungsort ihr gemeinsames Duett It’s Only Love live vorstellte, das im Vorjahr für Adams’ Album Reckless aufgenommen worden war. Als Vorgruppen fungierten Glenn Frey, Mr. Mister, Limited Warranty, John Parr und die Eric Martin Band. 
Die Tournee beinhaltete auch 25 Konzerte in Deutschland, wo sich das Album nicht nur als überaus erfolgreich erwies, sondern im Verlauf seines Chartdaseins mit insgesamt 96 Wochen in den Top-100 zu einem Dauerbrenner entwickelte, obgleich es Private Dancer nie auf Platz eins der deutschen Albumcharts schaffte. In Europa gab sie 1985 insgesamt 60 Konzerte, demnach fanden fast die Hälfte aller ihrer europäischen Konzerte in Deutschland statt. Mit Ausnahme von 1984 wurden auf dieser Tournee alle Lieder des Albums live gespielt.

### Tina Live – Private Dancer Tour
Die beiden Konzerte in Birmingham am 23. und 24. März 1985 wurden aufgezeichnet und unter dem Titel Tina Live – Private Dancer Tour auf VHS-Kassette veröffentlicht. Die Titel dieser Aufnahme sind wie folgt:
- Show Some Respect
- I Might Have Been Queen
- What’s Love Got to Do with It
- I Can’t Stand the Rain
- Better Be Good to Me
- Private Dancer
- Let’s Stay Together
- Help!
- It’s Only Love (mit Bryan Adams)
- Tonight (mit David Bowie)
- Let’s Dance (Version 1)
- Let’s Dance (Version 2)

## Auszeichnungen
1985 gewann sie mit dem Album vier Grammy Awards; drei davon für What's Love Got to Do with It und einen für Better Be Good to Me.

## Kommerzieller Erfolg

### Chartplatzierungen
| ChartsChartplatzierungen       | Höchstplatzierung | Wochen |
| ------------------------------ | ----------------- | ------ |
| Deutschland (GfK)              | 2 (95 Wo.)        | 95     |
| Österreich (Ö3)                | 1 (57 Wo.)        | 57     |
| Schweiz (IFPI)                 | 3 (91 Wo.)        | 91     |
| Vereinigte Staaten (Billboard) | 3 (106 Wo.)       | 106    |
| Vereinigtes Königreich (OCC)   | 2 (150 Wo.)       | 150    |

| ChartsJahrescharts (1984) | Platzierung |
| ------------------------- | ----------- |
| Deutschland (GfK)         | 17          |
| Schweiz (IFPI)            | 6           |

| ChartsJahrescharts (1985) | Platzierung |
| ------------------------- | ----------- |
| Deutschland (GfK)         | 2           |
| Österreich (Ö3)           | 1           |
| Schweiz (IFPI)            | 1           |

### Auszeichnungen für Musikverkäufe
Weltweit verkaufte sich Private Dancer über 20 Millionen Mal und gehört demnach zu den weltweit meistverkauften Alben. Das Album verkaufte sich alleine in Deutschland über 1,5 Millionen Mal, womit es zu den meistverkauften Alben des Landes zählt.
| Land/Region                  | Auszeichnungen für Musikverkäufe (Land/Region, Auszeichnung, Verkäufe) | Verkäufe    |
| ---------------------------- | ---------------------------------------------------------------------- | ----------- |
| Australien (ARIA)            | Platin                                                                 | 200.000     |
| Belgien (BRMA)               | Gold                                                                   | (25.000)    |
| Dänemark (IFPI)              | Platin                                                                 | (80.000)    |
| Deutschland (BVMI)           | 3× Platin                                                              | (1.500.000) |
| Europa (IFPI)                | —                                                                      | 4.000.000   |
| Finnland (IFPI)              | Gold                                                                   | (33.464)    |
| Frankreich (SNEP)            | Gold                                                                   | (100.000)   |
| Irland (IRMA)                | Platin                                                                 | (20.000)    |
| Kanada (MC)                  | 7× Platin                                                              | 800.000     |
| Neuseeland (RMNZ)            | 4× Platin                                                              | 80.000      |
| Niederlande (NVPI)           | 2× Platin                                                              | (200.000)   |
| Norwegen (IFPI)              | Gold                                                                   | (20.000)    |
| Österreich (IFPI)            | 2× Platin                                                              | (100.000)   |
| Portugal (AFP)               | Gold                                                                   | (25.000)    |
| Schweden (IFPI)              | Platin                                                                 | (100.000)   |
| Schweiz (IFPI)               | 2× Platin                                                              | (100.000)   |
| Spanien (Promusicae)         | Platin                                                                 | (100.000)   |
| Vereinigte Staaten (RIAA)    | 5× Platin                                                              | 5.000.000   |
| Vereinigtes Königreich (BPI) | 3× Platin                                                              | (900.000)   |
| Insgesamt                    | 5× Gold · 33× Platin ·                                                 | 10.080.000  |

Hauptartikel: Tina Turner/Auszeichnungen für Musikverkäufe